# ダービースタリオン
『ダービースタリオン』(Derby Stallion) は、1991年にアスキーから発売された『ベスト競馬・ダービースタリオン』(Best Keiba Derby Stallion)をはじめとした、競走馬育成シミュレーションゲームのシリーズである。1990年代半ばに一大ブームを築き、競馬シミュレーションゲームの草分け的存在となった。開発者は、現在パリティビット代表取締役で馬主でもある薗部博之。通称ダビスタと呼ばれる。

## 概要
プレイヤーは競馬における生産者・馬主・調教師を兼ねる立場となり競走馬の生産、調教、出走を繰り返しながらJRAの全GI競走タイトルの獲得を目指す（エンディング後もゲームは続行できる。一部作品ではエンディングの条件が異なる）。また、NEC PC-9800シリーズ版以降の作品ではパスワードを持ち寄ることによってプレイヤーが育てた馬同士で対戦する「ブリーダーズカップ (BC)」モードが追加された。
ゲームは平日と休日（レース）を1セットとする1週間単位で進行する。ゲームの基本的な舞台となるのは牧場、厩舎、競馬場の3箇所でありプレイヤーは平日には牧場での生産や厩舎での調教・出走登録などを行い休日には競馬場でレースを観戦する。1年間の競走日程は現実世界におけるJRAの競走日程を1開催4日制・1日9レース制で再現する形で設定されている（ゲーム上の競馬施行団体は「SRA」という架空の団体。これはSonobe Racing Associationの略称）。登場する競走馬や人物の名前については種牡馬は第1作目から実名だが繁殖牝馬は仮名、競走馬も『III』までは全てが仮名、騎手も『96』を除く『99』までは仮名となっている。仮名となっている馬や人物のほとんどは現実世界において対応するモデル馬・モデル騎手などが存在し、攻略本などで紹介されている。
レーシングプログラム、発売馬券などは発売当時の最新のJRAの規定に合わせている。レースのファンファーレは『96』からJRAで使用されている本物の中央競馬のファンファーレを使用している。BGMは松前真奈美が『ベスト競馬』『全国版』『II』『III』『EX』『96』『98』、PS版『ダビスタ』、SS版『ダビスタ』、『99』『アドバンス』において担当している。
ファイナルファンタジーシリーズのチョコボを育ててレースを行う、ダービースタリオンのチョコボ版『チョコボスタリオン』も発売された。

## 特徴

### シンプルなシステム
同世代の他の競馬シミュレーションゲームのシリーズ（『ウイニングポスト』や『クラシックロード』）がパソコンゲームからスタートしたのに対して本作はファミコン用ゲームからスタートしている。またゲーム内容についても他のゲームシリーズとは大きく異なり、非常にシンプルなゲームシステムを特徴としている。例えば他の多くのゲームにおいてはプレイヤーの所有馬に限らず登場する全ての馬や騎手・調教師にそれぞれ馬主や所属厩舎や年齢などの個別データが設定されており、それがゲームの進行とともにそれぞれ変遷（死亡や引退、代替わりなど）してゆくことで箱庭的なヴァーチャル世界が形成されている。これに対して本作の場合はプレイヤーの所有馬以外には馬主や厩舎の個別データ設定が存在せず、またゲームの進行に応じてそれらが変化することもない。したがって同じライバル競走馬や繁殖牝馬が数年おきに同じ能力で繰り返し登場し、種牡馬や騎手・調教師にも死亡・引退がない。

### 「最強馬育成」競争とダビスタブーム
「ブリーダーズカップ (BC)」モードが導入されて以降、他のプレイヤーが生産・調教した競走馬と能力を競う公式・非公式の大会が各所で開かれるようになり、これらの大会で良い成績をあげる「最強馬」を作ることを目指すプレイヤーが数多く出現した。これらの大会で好成績を収めるためのレベルも年々上昇した。
1990年代中頃にその人気は全盛期を迎え「ダビスタブーム」とも言える状況となる。当時は亀谷敬正など「ダビスタの馬の生産（及び生産理論に関する原稿執筆など）だけで飯を食う」事実上のプロゲーマーが複数現れたほどである。競馬雑誌でも同じアスキーの「サラブレ」を始めとして多くの雑誌がダビスタの連載ページを設け、しまいにはダビスタ専門誌「ダビスタマガジン」（メディアファクトリー）が創刊されたことからも当時の人気ぶりがうかがえる。一方で、当時とどまるところを知らなかった最強馬育成を巡る競争や論争の激化の中で生産方法・プレイ思考の相違が生じ、最強馬育成を目指すユーザーの中でも同じ価値観で遊べる楽しみ方が模索されるようになっていった。
ある時に現役騎手がコメントで「この馬はナスルーラのクロスがあって、気性が悪いから」とシリーズの受け売りのような発言を行うなど、このシリーズの影響は競馬界内部にも及んでいる。
また全盛期には、「種付け無料の種牡馬の産駒限定の最強馬決定戦」「最弱馬生産を目指す」などの特殊な遊び方も数多く考案され、たとえば「サラブレ」誌上では須田鷹雄らによって最弱馬育成企画が大々的に展開された（その模様は「もうひとつのダビスタワールド」（アスペクト）として書籍化された）。
ただ、このようなブームも1990年代終盤になると徐々に下降局面に入り、数年も経たぬ内に競馬雑誌のダビスタ関連の記事や連載ページも消滅し、折からの出版不況も重なって競馬雑誌自体も多くが姿を消した。亀谷らダビスタのプロゲーマーの一部は競馬評論家やゲーム雑誌のライターなどに転身していった。
また、アスキー時代に本シリーズの開発にかかわった金田剛によると、1990年代当時のアスキーは本シリーズの新作を毎年発売しないと成り立たないほど経営状況が厳しかったとされている。金田は2021年のチャットインタビューの中で、自分を含めたアスキーのスタッフ総出でダビスタの新作に取り組んでいたと振り返っており、「開発作業がピークを迎えていたある日、いきなり社長に呼び出されたんです。『おい、もしコレ（ダビスタの新作）の発売が遅れたら、うちは潰れるからな』って（笑）。」とも話している。
ただし、ネット上では2010年代に入っても有志によるブリーダーズカップが開催されており、各シリーズ毎にプレイヤーはそれぞれの世界で根強く遊ばれている。

## シリーズ
ファミリーコンピュータ
- 1991年12月21日　ベスト競馬・ダービースタリオン

基本的には関東のレースにしか出走できず、関西のレースは一部のGI競走のみが再現されている。
プレイヤーの所有する競走馬は牡馬のみであり、したがって桜花賞やオークスなどの牝馬限定レースも存在しない。
配合理論は「インブリード」の概念のみ設定されていた。
オートセーブではあるが、リセットしても翌週にはならない。
ゲームのタイトルとして作者の薗部は当初「オーナーブリーダー」を考えていたがアスキー側の担当者から「それでは一般のユーザーには何のことだかわからない」「『ベストプレープロ野球』の続編というイメージで売りたい」と言われ、現在のタイトルになったという。由来は当時実際の競馬のレース名に存在した「ダービースタリオンステークス」から（現在廃止）。また、実況アナウンサーを導入したのはファミコン版『キャプテン翼』（テクモ）から影響を受けたとのこと。
開発は薗部一人で行っていたため、開発期間は約3年強にも及んだ（そのうち最初の2年を実況部分の開発に費やしたという）。実況部分の作り込みに時間を掛けたことで、結果的に発売した頃にはオグリキャップブームが過ぎてしまったという。
- 1992年8月29日　ダービースタリオン 全国版

関西のレースにも出走できるようになり、厩舎も美浦か栗東かを選べるようになった。
レース中にリセットをすると、強制的に次の週に飛ばされる仕様になった。
スーパーファミコン
- 1994年2月18日　ダービースタリオンII

ブリーダーズカップが家庭用ゲーム機にはじめて搭載。「ニックス」の概念が初登場し、牝馬の所有と競走馬の累代生産も可能になる。勝負服は8色から選べた（ゲーム中のライバル馬の勝負服は2色のみ）。フルゲートは12頭。
- 1995年1月20日　ダービースタリオンIII

おまかせ厩舎やローカル開催、温泉、功労馬のシステムが追加され現在に繋がる本作の基礎が出来上がった作品。国内累計出荷本数は120万本を記録する大ヒットとなった。
ブリーダーズカップでの対戦に影響するバグも抱えており、雑誌や攻略本にもそのような生産馬が公開されていた。
『II』、『EX』のブリーダーズカップ用パスワードが使用可能。
- 1996年3月15日　ダービースタリオン96

サテラビュー対応。「面白配合」の概念がはじめて登場する。ライバル馬、騎手が実名化されファンファーレも実際にJRAで使用されているものになっている（以降は『64』が発売されるまで騎手のみ仮名となっている）。なお本作は騎手の実名を日本騎手クラブの許可を取らずに無断で使用し、さらにランク分けして序列化したことにより日本騎手クラブから騎手の人格を傷つけたとの抗議を受けた。その結果、アスキーは全国紙に謝罪広告を掲載し本作の生産及び出荷を停止することとなった。後にアスキーと日本騎手クラブは全面和解した。
レース中以外でもリセットをすると、強制的に次の週に飛ばされる仕様になった。
『II』、『EX』、『III』のブリーダーズカップ用パスワードが使用可能。また、繁殖牝馬や産駒の競り市のパスワードや種牡馬が登場するパスワードなどが入力できた。
国内累計売上本数は90万9021本。CMには広末涼子、西村雅彦、大川慶次郎が出演した。
- 1998年9月1日　ダービースタリオン98（ニンテンドウパワー専売）

システムはPS版『ダビスタ』と『96』をミックスしたものとなっている（パスワードはPS版・SS版と互換）が、レースプログラムに変更が加えられている。
それまでの作品に比べ生産配合の幅広さが広がり、またブリーダーズカップにおいても、戦法（脚質）が過去シリーズにはない、全て有効な使い方が出来るものとなっている。
ここまでのソフトは基本的にオートセーブであったため、リセットすると強制的に次の週になってしまう。そのためやり直す場合は、別売りの外部記憶装置ターボファイルが必要であった（ターボファイルを使用した牧場データで育成された馬はブリーダーズカップでそのことを示すマークが付く）。しかし、これより下のソフト以降は任意でセーブできるようになる（一部作品ではターボファイルのように、その牧場でリセットしたことを示すマークがブリーダーズカップで表示される）。
PlayStation (PS)
- 1997年7月17日: ダービースタリオン

ニトロ理論が登場する。牝馬、種付馬が過去最高の収録数を誇る作品であり勝負服も数多くのパターンから選べるようになる（相手馬の勝負服もほぼ現実どおりになる）。セリ市の開催が変わり、それまで毎週開催されていたものが規定の月にしか行われなくなる。これまでゲームスタート時におまかせにしない厩舎の設定があったが、今作より途中での自動・手動の切り替えも可能になった。また条件付で自家生産種牡馬が使えるようになった。
最大出走頭数が16頭になる。出走表が縦に見るように変更され、予想が4人+本紙になる。馬体重に対応して直線の伸びが変わるようになる（小さな馬だと抜け出すのは早いが、すぐにバテる。大きな馬はその逆）、そのため最強生産において 426 kg以下のみ育成対象となっていた。
初期資金が2,000万円に増額される。
ダビスタ史上最大のメディアミックスが行われ、本作発売以降ダビスタ専門雑誌「ダビスタマガジン」（月刊誌で Vol.12 までと総集編）も刊行された。この雑誌内における誌上ブリーダーズカップが大いに盛り上がりを見せ数々の名馬が誕生した。毎号付属するPlayStation用CD-ROMには誌上ブリーダーズカップの参加馬、オリジナル繁殖牝馬が登場する牧場データ、未収録種牡馬の産駒が多数セリ市に登場する牧場データ、大井競馬場コースなどが収録された。
国内累計売上本数は173万7819本とシリーズ最多。CMにはさとう珠緒が出演した。
- 1999年9月30日: ダービースタリオン99

勝負根性によって大逃げとまくりができるようになる。レース画面はさらに滑らかに。馬体重による直線の伸びの違いはなくなる。プレイヤーが馬を売却する際にもセリ市への登録が必要になり、登録すると規定の月に上場される。
PocketStation対応。PocketStation同士で登録馬をコピーできる他、ミニレース「ポケットカップ」を開催できる。
CMには優香が出演した。
セガサターン (SS)
- 1999年3月25日: ダービースタリオン

構成はPS版『ダビスタ』とほとんど変わらないがレース画面の秒間フレーム数が変わり、滑らかになっている。最大出走頭数が18頭になる。ブリーダーズカップに大井競馬場が登場する。「見事な配合」「考えた配合」の概念が初登場。
PS版『ダビスタ』、『98』のブリーダーズカップ用パスワードが使用可能。
国内累計売上本数は7万6541本。CMには高木ブーが出演した。
NINTENDO 64 (N64)
- 2001年8月10日: ダービースタリオン64

ゲーム画面は完全3D。「ゼル」と呼ばれる配合理論が初登場。
新聞はスーパーファミコン時代と同様、横書きとなった。またこれ以降、パドックは任意で見られるようになる。オッズ画面はJRAのオッズ表示と同様の色になる。なお勝負服はPS版と同様に選べるようになっているが、メンコも自由につけられる（ただし相手馬の勝負服は一部の馬主は再現されていない）。「見事に面白い」配合が登場する。
種牡馬は種付け料が500万円を越える馬は3月に権利を購入しないと付けられないかわりに、500万円以下の馬のブックフルがなくなった。
初期繁殖牝馬の設定がなくなり、スタート時に高額繁殖牝馬が選ばれることもある（確率は高額繁殖牝馬になればなるほど低くなる）。
それまでの作品と比較して操作性やテンポが悪く、レース難易度も上昇している。
ニンテンドー ゲームキューブ (GC) の国内発売直前に本作が発売された。
国内累計売上本数は9万223本。
ゲームボーイアドバンス (GBA)
- 2002年12月6日: ダービースタリオンアドバンス

初の携帯ゲーム機作品。
調教がスキップできるようになる。
JRAで「馬単」、「3連複」が2002年8月から発売されたが今作では時期の関係か再現されていない。ただし、BOX馬券が最大10頭まで組めるようになる。
デビュー前能力コメントの発生がランダムになり、能力判定が難解化した。
ライバル馬にダート適性が設定されておらず、クロフネが弱いと指摘されていた。
国内累計売上本数は12万4261本。CMには小倉優子が出演した。
PlayStation 2 (PS2)
- 2004年4月22日: ダービースタリオン04

自家種牡馬を導入した。また種付け料600万円以上の種牡馬はそれまで3月に権利を購入する必要があったが、今作では4月でもランダムで種付けできるようになる。ただし、2〜3月に予約すると確実に種付けできる（登場する馬はランダム）。また生産馬のGI勝利数（特定レースもある）によって、種付け権利が獲得できるようになる。
レース画面は勝負服が完全に現実同様になり、カメラワークも実際の競馬中継のようになり坂も再現されて一層進化した。パドック画面は競馬専門チャンネル「グリーンチャンネル」と同様になり、オッズも同時に表示されている。
「馬単」、「3連複」馬券が導入される。「3連複ながし」は当時可能だった軸2頭ながしのみである。オッズ画面は馬券購入画面と一体化される（選択した馬券の種類によって画面が変化する）。
3場同時開催時期もほぼ現実どおりになり、ローカル開催は1ヶ月の途中からはじまることもうまく再現されている。
馬体画像から見る、首の長短・胴の長短など体格の違いによる距離適性の判断材料も設定される事となった。
調教ムービーをスキップできずロード時間も長い等、快適さの欠如が顕著となった。
また能力が一定のラインを超えた馬がBCやVTRにおいて弱体化する「フロー」と呼ばれるバグも存在し、修正を求める署名運動も行われた。
本作から宝塚記念のファンファーレが1999年から実際に使用されているものになった。
これまでのSFC版やPS版のエンディング条件は「G1レースの全制覇（獲得）」だったが、本作では「自家製牡馬による2代続けてのダービー制覇」となった。
国内累計売上本数は61万5552本。
PlayStation Portable (PSP)
- 2006年7月27日: ダービースタリオンP

基本的には前作『04』と変わらないがレースバランスの変化により、「逃げ」や「先行」だと勝率が一気に下がるようになる。これに伴い以前まで最強馬の脚質はほぼ「逃げ」と決まっていたが、それが覆され「追い込み」が多くなった。調教はスキップ可能に。
国内累計売上本数は12万3227本。
ニンテンドーDS (DS)
- 2008年6月26日: ダービースタリオンDS

Wi-Fiコネクションを利用した「インターレース」が導入された。
不具合が多く、公式サイトにも「動作に関するお詫びとお知らせ」が掲載された。
ブリーダーズカップはワイヤレスにも対応。しかしパスワードをファイルに記録させる事ができなくなっている。
国内累計売上本数は30万2041本。
ニンテンドー3DS (3DS)
- 2014年12月4日: ダービースタリオンGOLD

ブリーダーズカップが廃止され、インターレースに一本化された。インターレース登録馬は「転厩」という扱いとなりゲーム本編とは分離される。
Nintendo Switch
ダービースタリオン (Switch)を参照
- 2020年12月3日: ダービースタリオン

ブリーダーズカップが復活。音声実況に初対応（ラジオNIKKEIアナウンサー 小塚歩）。
開発はランド・ホー。登場人物設計は荒井清和。
据置型ゲーム機では『04』以来のリリースとなる。
パソコン
- 1993年5月28日: ダービースタリオン PC-9800シリーズ版 (NEC)

牝馬が産まれるようになり、自家繁殖牝馬による代重ねが可能となった。
また、「ステークスレース」（現在の「ブリーダーズカップ」モード）が搭載された。
- 1993年9月28日: ダービースタリオン DOS/V版 (IBM)
- 1994年2月18日: ダービースタリオン FM-TOWNS版 (富士通)

PC-9800版、DOS/V版、FM-TOWNS版は対応機種が異なるが内容はほぼ同一である。
- 1994年9月30日: ダービースタリオンEX（PC-9800シリーズ）(NEC)

HDD専用となり、データも当時最新のものに更新された。「ステークスレース」が「ブリーダーズカップ」モードとなる。
- 1994年11月26日: ダービースタリオン Macintosh版 (Apple)

EX版ベースの移植ではなく、PC-9800版に新データを追加したものがベースとなっている。
- 2000年5月26日: ダービースタリオン for Win

『99』がベースになっている。馬リストやレース画面などがウィンドウにわかれている。
オンライン専用
- 2011年7月19日〜2012年2月29日（クローズドベータテスト）: ダビスタオンライン Windows版

毎日開催されるレースでオンライン上の他ユーザーと競走する。
実際の1日がゲーム内での1週間となり、28日（ゲーム内の28週）で一年サイクルとなる。
基本プレイ無料のアイテム課金制を予定していた。
2012年2月のテスト終了後は情報が途絶え、2015年現在は公式サイトも閉鎖されている。なお、一部の仕様は後に発売された「GOLD」のインターレースに導入された。
Android・iOS
- 2016年11月  ダービースタリオン マスターズ

アイテム課金制。種牡馬の種付け権は「馬蹄石」を利用するガチャで獲得する。
「GOLD」で廃止されたブリーダーズカップが復活。
開発はドリコムが担当。
携帯電話専用
iアプリ
- 2001年秋: i-ダビスタ 

FOMA
- 2005年冬: ダービースタリオン for DoCoMo

EZアプリ
- 2007年春: ダビスタVa

i-mode
- 2010年春: ダビスタVi

GREE
- 2013年4月15日: ダビスタ for GREE

## 評価
『ダービースタリオン 全国版』はファミコン通信クロスレビューでは、8, 9, 8, 7の32点。レビュアーはベストプレーのバージョン違いのようで、前作ほどの感動はないが楽しくマイナーチェンジによりマニア心をくすぐられ、スケジュール調整がより細かくなり逃げ馬有利だったバランスもリーズナブルに改善されているのがいい、前作にハマった人は買って損はないとした一方で感覚は全体的に前作より難しい、グラフィックが代わり映えがせず味はあるがショボいとし、関東関西で分かれているのは本格的だが競馬を知らないとプレイしにくいデメリットが大きいとした者と競馬を知らなくても楽しめるとした者で分かれた。

## 歴代イメージガール
- 初代 広末涼子：ダービースタリオン96
- 2代目 さとう珠緒：ダービースタリオン (PlayStation版)
- 3代目 優香：ダービースタリオン99
- 4代目 小倉優子：ダービースタリオンアドバンス
- 5代目 白石美帆：ダービースタリオン04
- 6代目 里久鳴祐果：ダービースタリオンP
- 7代目 おのののか[29]：ダービースタリオンGOLD

これらのイメージガールはCMやポスターなどに登場している。

## 発売元の変遷
- アスキー：『for Win』まで。
- 任天堂：『98(ニンテンドーパワー及びプリライト版SFメモリ)』のみ。
- メディアファクトリー：『64』のみ。
- エンターブレイン：『アドバンス』より。
- 角川ゲームス：『GOLD』。
- ゲームアディクト[注釈 7]：Nintendo Switch版。

また、PS版『ダビスタ』より『GOLD』まではパリティビットが開発を手がけていた。

## その他
- 漫画『ダービースタリオン外伝 ダビスタブリーダーズバトル』が『ファミ通ブロス』で1998年1月号から1999年11月号まで連載されていた（1998年9月号、1999年5月号は休載）。原作：亀谷敬正、作画：越智善彦。コミックス全3巻完結。
- 調整ルームにこれとゲーム機を持ち込んで遊ぶ騎手がいるとされる[31]。

## リアルダービースタリオン
2016年12月にドワンゴが、ニコニコ生放送において実際に繁殖牝馬や競走馬を購入し、ユーザーからの投票によって種付け相手や大井競馬場での出走レースなどを決定していくニコニコ動画10周年を記念したリアルプロジェクト。なお必要な資金については特に外部からの出資は受けず、ドワンゴにて全額負担し定期的に生放送を行っている。なお競走馬としてデビューした産駒については、馬主名義は全て川上量生となっている。
シュシュブリーズ
最初に購入された基礎繁殖牝馬。ジェイエス繁殖牝馬セールにて850万円にて購入。名乗りを上げた藤沢牧場に預託され、ホッコータルマエを種付けし、不受胎を経て受胎したが、黒鹿毛の牝馬を出産するも、生後19日で腸炎ウイルスの腎臓感染により死亡。
2018年にクロフネを種付けし受胎。2019年3月18日芦毛の牝馬を出産。無事に競走年齢に達し、クールフォルテ（後述）と名付けられた。
第3仔、モーリス産駒の鹿毛の牡馬(馬名 モーメントキャッチ YGGホースクラブ 中央競馬 美浦 松山将樹厩舎所属。現戦績10戦0勝2着6回)出産を経て 、2021年3月24日第4仔サンダースノー産駒の牡馬（後述のレライタム）を出産した。
その後は再びサンダースノーが種付けされ、2022年4月7日に鹿毛の牡馬を出産した。北海道エクワインレーシングでの育成を経てヴァンディヴェールと名付けられ、大井競馬場・福田真広厩舎に入厩。
第6仔はパイロと交配され受胎、2023年4月15日に栗毛の牡馬を出産した。2024年5月現在、北海道エクワインレーシングで育成中。
オーバーザリミッツ
第一弾として初年度に購入した2歳馬。馬名は視聴者投票にて名付けられた。しかしデビュー前の調教中に脚部不安（繋靭帯炎・種子骨付着部剥離骨折）が見つかり、未出走引退となった。去勢手術を経て早来エクワインファームにて馬術競技馬として活躍、優秀な成績を収めたことで購入されエクワインファームの「社員」となった。
ファニーフラッシュ
セリの失敗を経て、2018年5月11日千葉サラブレッドセールにて「ファニーストーリーの2016」として1800万円にて購入。大井競馬場・福田真広厩舎に所属するが、脚部不安を発症するなど体質面に問題があり、生涯成績10戦1勝で引退。繁殖セールを経てホースガーデンしらおいにて繁殖入りとなった。
クールフォルテ
前述の通り、父クロフネ・母シュシュブリーズの産駒。福田真広厩舎所属、主戦騎手は笹川翼。南関東牝馬クラシック路線に向かい、優先出走権利を獲得する。スピーディキックには歯が立たなかったものの、全戦掲示板内（4着以内）の堅実な成績により翌年の走りを期待される中、2022年11月22日の調教中に右前脚に故障が発生。獣医の診断の結果、全治9ヶ月の屈腱炎と診断された。ここから治療しても再発や競走能力の低下が起きる可能性が高く、回復できたとしても5歳復帰ではレース数をこなせるかの見通しが悪いこともあり、無念の引退となった。引退後は繁殖入りし、藤沢牧場にてシュシュブリーズと同じ放牧地で暮らしている。
レライタム
父サンダースノー・母シュシュブリーズの産駒。半姉と同じ福田真広厩舎に入厩し、2023年11月17日の大井第3Rでデビュー。1着は逃すも、鋭い末脚を見せて2着となった。2024年12月現在の戦績は9戦0勝（0-2-0-7）。主戦は山崎誠士。